# William R. Konstant
William R. „Bill“ Konstant, Jr. (* 27. Oktober 1952) ist ein US-amerikanischer Biologe, Naturschützer und Sachbuch-Autor.

## Leben
Ab 1970 studierte Konstant Biologie an der Cornell University, wo er 1974 den Bachelor of Science erwarb. Nach einem Psychologie-Studium von 1982 bis 1984 an der State University of New York at Stony Brook graduierte er zum Master of Arts. Von 1986 bis 1991 war er Direktor des Wildlife Preservation Trust International in New York City. Von 1997 bis 2003 war er Leiter für spezielle Projekte bei Conservation International. Von 2003 bis 2008 war er Naturschutzleiter am Houston Zoo. Von 2009 bis 2011 war er Geschäftsführer am Elmwood Park Zoo in Norristown, Pennsylvania. Von 2012 bis 2014 war er Programmmitarbeiter bei der International Rhino Foundation, wo er sich in den Bereichen Programmmanagement, Fundraising und Kommunikationsaktivitäten engagierte. Seit 2012 ist er freiberuflicher Naturschutzberater und berät Organisationen wie die Global Wildlife Conservation, die Margot Marsh Biodiversity Foundation, die Primatenschutzprojekte fördert sowie den Mohamed bin Zayed Species Conservation Fund, der Säugetierschutzprojekte in aller Welt unterstützt.
Konstant war an mehreren Feldführern beziehungsweise Büchern über Naturschutzprojekte beteiligt, darunter befinden sich Werke über Primaten in Südamerika sowie Lemuren in Madagaskar, über den Artenschutz in den tropischen Regenwäldern Südostasiens und über Fledertiere in Papua-Neuguinea. Von 2000 bis 2006 gehörte er zu den Beitragsschreibern der IUCN-Publikation Primates in Peril. 2013 war er als Co-Autor am Familienkapitel über die Klammerschwanzaffen (Atelidae) im Handbook of the Mammals of the World beteiligt.

## Schriften (Auswahl)
- (mit Russell A. Mittermeier): Species conservation priorities in the tropical forests of southeast Asia, Occasional Papers of the IUCN Species Survival Commission (SSC), 1982
- (mit Russell A. Mittermeier, Ian Tattersall, David M. Meyers, Roderic B. Mast): Lemurs of Madagascar (Tropical Field Guide Series), 1995
- (mit Mark Darren Berry, Page DePonte): Gaia I: Journey into Vanishing Worlds, 1998
- (mit Mark Darren Berry, Page DePonte): Gaia II: Journey into Vanishing Worlds, 1998
- (mit Russell A. Mittermeier, Patricio Robles Gil, Cristina Goettsch Mittermeier, Thomas Brooks, Michael Hoffman, Gustavo A. B. da Fonseca, Roderic B. Mast): Wildlife Spectacles, 2003
- (mit Russell A. Mittermeier, Cristina Goettsch Mittermeier, Patricio Robles Gil, John Pilgrim, Gustavo Fonseca): Wilderness: Earth’s Last Wild Places, 2003
- (mit Russell A. Mittermeier, Anthony B. Rylands, Marc G. M. van Roosmalen, Marilyn A. Norconk, Lisa Famolare): Monkeys of the Guianas: Guyana, Suriname, French Guiana: Pocket Identification Guide, 2008
- (mit Russell A. Mittermeier, Edward E. Louis, Matthew Richardson, Olivier Langrand, Frank Hawkins, Jonah Ratsimbazafy, Rodin Rasoloarison, Jörg Ganzhorn, Serge Rajaobelina, Christoph Schwitzer): Lemurs of Madagascar Pocket Identification Guide: Nocturnal Lemurs, 2008
- (mit Russell A. Mittermeier, Edward E. Louis, Matthew Richardson, Olivier Langrand, Frank Hawkins, Jonah Ratsimbazafy, Rodin Rasoloarison, Jörg Ganzhorn, Serge Rajaobelina, Christoph Schwitzer): Lemurs of Madagascar Pocket Identification Guide: Diurnal and Cathemeral Lemurs, 2009
- (mit Russell A. Mittermeier, Anthony B. Rylands, Wes Sechrest, Penny F. Langhammer, John C. Mittermeier, Michael J. Parr, Roderic B. Mast): Back from the Brink: 25 Conservation Success Stories, 2017